# Virgasia simplex
Virgasia simplex är en insektsart som först beskrevs av Ludwig Redtenbacher 1906.  Virgasia simplex ingår i släktet Virgasia och familjen Bacillidae. Inga underarter finns listade i Catalogue of Life.